# Parlamento del Friuli
Il Parlamento del Friuli (in friulano: Parlament de Patrie dal Friûl) o colloquium generale è stato un organo consultivo, legislativo, giudiziario e di governo del Principato patriarcale di Aquileia e, successivamente, dei territori friulani all'interno della Repubblica di Venezia. Ha operato tra il 1231 ed il 1805.

## Storia
Era un istituto di tipo romano-germanico, le cui origini risalgono agli incontri fra i nobili ed il patriarca che si cominciarono a tenere già dal XII secolo. La data di inizio ufficiale dell'attività del Parlamento si fa risalire al 1231, data della prima delibera; inizialmente tale istituzione era unicamente consultiva e rappresentata unicamente dalla nobiltà e dal clero e in seguito dai rappresentanti dei comuni (comunità). Le originarie competenze del Parlamento sono riassunte in una pergamena del 10 maggio 1282: "Bertoldo patriarca di Aquileia, quando faceva statuti riguardanti le condizioni del paese, richiedeva il consenso ed il consiglio dei prelati e dei nobili e degli altri del territorio friulano". Soltanto con il patriarca Raimondo, comunque, il Parlamento funziona con maggiore regolarità, frequenza e più ampie prerogative. Nel XIV secolo divenne un'assemblea legislativa a tutti gli effetti e pure tribunale supremo e, "fino all'arrivo di Venezia, fu l'assemblea feudale di più grande successo in Italia" (in Europa, il coevo parlamento inglese aveva competenza solo in materia fiscale). Il Parlamento continuò a riunirsi (anche se privato di quasi tutti i suoi poteri) anche dopo l'invasione veneta, avvenuta nel 1420. Tra il 1516 e il 1586, per ricompensare i contadini che avevano sostenuto la Repubblica di Venezia contro la nobiltà locale "filotedesca", specialmente dopo gli avvenimenti del giovedì 27 febbraio 1511, fu istituita la Contadinanza, organismo rappresentativo eletto dai contadini per difendere i propri interessi. La Contadinanza costituiva un quarto corpo mentre nel Parlamento erano rappresentati gli altri tre: nobili, clero, comunità. Poteva proporre le leggi al Parlamento e porre il veto a quelle proposte dagli altri. L'assemblea friulana diventava così di fatto, non solo di diritto, l'organo rappresentativo dell'intera popolazione. Il Parlamento si riunì per l'ultima volta nel 1805: fu infatti ufficialmente sciolto da Napoleone Bonaparte. Questo ne fa uno dei parlamenti più antichi e longevi di tutta Europa.
Il Parlamento, nella fase patriarcale ed autonoma, era solito riunirsi a Udine e Cividale del Friuli oppure a Campoformido (luogo in cui veniva fatta la rassegna dell'esercito dello stato patriarcale); si tennero diverse riunioni anche ad Aquileia, San Daniele del Friuli, Gemona, Sacile ed altri svariati luoghi del Friuli. Dopo l'occupazione veneta le riunioni si tennero solo nel castello di Udine.
I compiti del Parlamento erano vari: la difesa del Patriarcato (ogni rappresentante era tenuto a corrispondere un preciso numero di uomini ed armi in caso di necessità), la tassazione, la politica estera, l'emanazione di leggi (raccolte dal patriarca Marquardo di Randeck nelle Constitutiones Patriae Foriiulii), l'amministrazione della giustizia e la pubblica amministrazione erano i più importanti.
L'organo esecutivo del parlamento era il Consiglio, in cui erano rappresentate tutte e tre le classi, "senza far mai una politica di classe, ma sempre provvedendo ai maggiori interessi della Patria" (Paschini). I suoi membri erano eletti dall’assemblea, ma il patriarca si riservava il diritto di accettarli o meno. Il Consiglio trattava degli affari correnti, e coadiuvava il patriarca nell'adempimento dei suoi doveri di governante secolare del Friuli.

## Esercito patriarcale
In caso di necessità un'apposita commissione stabiliva a quanto doveva ammontare la "taglia" (talea militiae, il numero di elmi e balestre da rendere disponibili) per ogni membro del Parlamento; veniva inoltre stabilita l'imposizione dei pedoni: ogni territorio era diviso in 'decine', ovvero gruppi di dieci uomini atti alle armi, a seconda del bisogno ogni decina doveva fornire uno, due o più uomini; da questa scelta la milizia fu chiamata cernida. Per quanto riguarda le città, esse dovevano fornire un pedone per ogni 'focolare', ovvero per ogni famiglia. L'esercito della Patria utilizzava per gli addestramenti e le parate il territorio sulla riva destra del torrente Cormôr (nell'attuale comune di Campoformido), fra la chiesetta di Santa Caterina di Alessandria e quella di San Canciano.

## Elenco dei rappresentanti
I seggi del parlamento erano divisi in tre gruppi: prelati, nobili, "borghesia" comunale. La nobiltà era costituita sia dai normali "castellani", sia dagli habitatores castri, un gruppo di vassalli del patriarca che aveva ricevuto da questi dei feudi "d'abitanza", contraddistinti da peculiari obblighi, tra cui quello di costruire o mantenere stabilmente in efficienza una casa collocata nell'ambito di un fortilizio e di risiedervi in maniera continuativa. La concessione era ereditaria e poteva essere trasmessa anche alla discendenza femminile. Un'ampia schiera di "nobili" era costituita dai "ministeriali", che nel patriarcato, come in altri principati ecclesiastici, formavano il nerbo della feudalità. Questi aristocratici si erano trovati quotidianamente vicino al signore svolgendo per lui incarichi delicati e missioni di fiducia, oppure avevano prestato un servizio "nobilitante", come il servizio armato a cavallo.
È necessario ricordare che non tutti i rappresentanti sono contemporanei: alcune famiglie si estinsero o persero il seggio ed altre lo ottennero solo in un secondo tempo.

### Castellani
- Artegna
- Attimis
- Aviano
- Azzano Decimo
- Brazzacco Inferiore
- Brazzacco Superiore
- Buja
- Buttrio
- Caneva
- Caporiacco
- Cargnacco
- Carisacco
- Castellerio
- Castelpagano
- Castropola
- Cassacco
- Colloredo
- Cuccagna
- Di Castello
- Fagagna
- Flagogna
- Frattina
- Fontanabona
- Gruaro
- Las
- Laurenzaga
- Maniago
- Manzano
- Meduna
- Mels
- Ministeriales di Carnia
- Montereale Valcellina
- Moruzzo
- Mossa
- Nimis
- Osoppo
- Partistagno
- Pers
- Pietrapelosa
- Pinzano
- Polcenigo
- Porcia
- Prampero
- Prata
- Prodolone
- Ragogna
- Rivarotta
- Rochegliano
- Salvarolo
- Sbrojavacca
- San Daniele del Friuli
- San Vito al Tagliamento
- Savorgnan
- Soclevo
- Soffumbergo
- Somcolle
- Spilimbergo
- Strassoldo
- Susans
- Tarcento
- Tolmino
- Toppo
- Tricano
- Tricesimo
- Udine
- Usurpergo
- Valvasone
- Varmo di Sopra
- Varmo di Sotto
- Vendoglio
- Villalta
- Zegliacco
- Zoppola
- Zuccola

### Ecclesiastici
- Abate di Beligna
- Abate di Moggio Udinese
- Abate di Sesto al Reghena
- Capitolo di Udine
- Decano e capitoli di Aquileia
- Decano e capitoli di Cividale
- Monastero di Santa Maria d'Aquileia
- Monastero di Santa Maria di Cividale
- Preposto di San Felice d'Aquileia
- Preposto di Sant'Odorico al Tagliamento
- Preposto di San Pietro di Carnia
- Preposto di Santo Stefano
- Vescovo di Concordia
- Vescovo di Trieste

### Comunità
- Aquileia
- Caneva
- Cividale
- Gemona
- Marano
- Monfalcone
- Portogruaro
- Udine
- Sacile
- San Daniele del Friuli
- San Vito al Tagliamento
- Tolmezzo
- Trieste
- Venzone